# Zisterzienserinnenabtei Roosendael

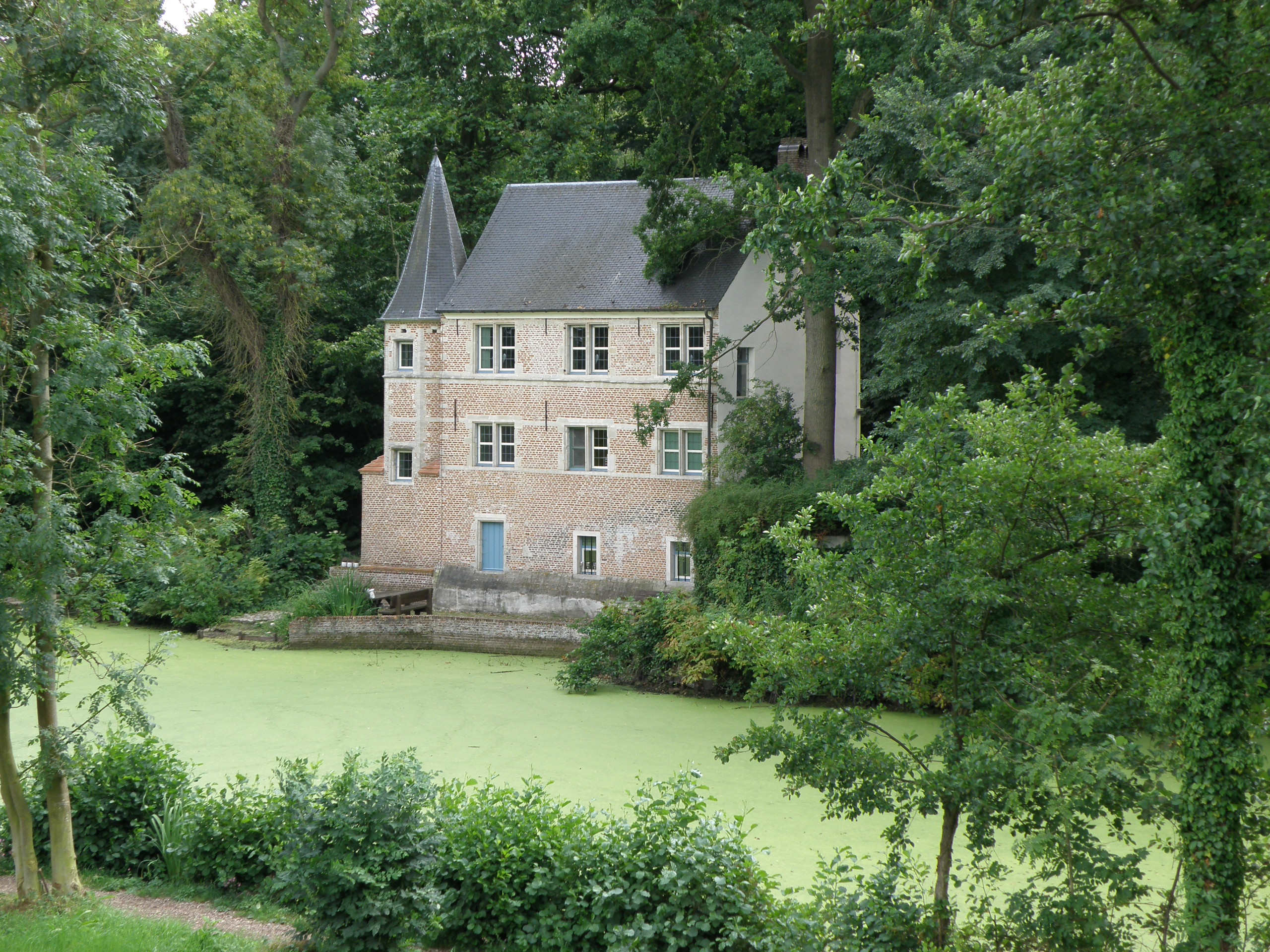
Zisterzienserinnenabtei Roosendael, 2015

Die Zisterzienserinnenabtei Roosendael war von 1221 bis 1797 ein Kloster der Zisterzienserinnen, in Sint-Katelijne-Waver, Erzbistum Mecheln-Brüssel in Belgien.

## Geschichte
Das 1221 nördlich Mecheln am Fluss Nete gegründete Kloster wurde im 16. Jahrhundert zerstört und im 17. Jahrhundert in beeindruckender barocker Bauweise wieder errichtet, 1797 jedoch durch die Französische Revolution geschlossen und bis auf wenige Reste abgetragen. Das an der Stelle des Äbtissinenhauses errichtete Schloss Roosendael wurde 1914 zerstört. 1958 vermachte der letzte Besitzer die Anlage dem Erzbistum mit der Auflage, sie als Jugendherberge zu nutzen. Von 1995 bis 2009 kam es zu einer umfassenden Restaurierung und anschließender Nutzung als Ort für Gastlichkeit und Veranstaltungen. Erhalten ist u. a. das monumentale Torhaus, das 1778 zum 25. Amtsjahr der Äbtissin Agnes Haeghens (1703–1788) errichtet wurde.